# Betlenszentmiklósi református templom
A betlenszentmiklósi református templom műemlék Romániában, Fehér megyében. A romániai műemlékek jegyzékében az AB-II-m-A-00321 sorszámon szerepel.